# VIRGOHI21
VIRGOHI21 - це простягнута ділянка нейтрального гідрогену (HI) у скупченні галактик у сузір'ї Діви, відкрита 2005 року. Аналіз її внутрішнього руху вказує, що вона може містити велику кількість темної матерії, аж до кількості у маленькій галактиці. Оскільки у VIRGOHI21 зорі не спостерігаються, це зробило б її однією з перших виявлених темних галактик. Скептики такої інтерпретації доводять, що VIRGOHI21 є звичайним припливним хвостом розташованої поруч галактики NGC 4254.

## Спостережувані характеристики
VIRGOHI21 була виявлена через спостереження на радіотелескопі її емісії нейтрального гідрогену на хвилях 21 см. Виявлена воднева хмара має масу бл. 100 мільйонів мас Сонця та розташована на відстані бл. 50 мільйонів світлових років. Аналізуючи доплерівській зсув емісій, астрономи з'ясували, що газ має великий розбіг профілю високої швидкості, тобто різні частини хмари рухаються з великою швидкістю відносно інших частини. Наступні детальні спостереження телескопом Габбл цієї ділянки космосу виявили дуже мало зір (декілька сотень).

## Інтерпретація як темної галактики
Якщо великий розбіг профілю високої швидкості VIRGOHI21 інтерпретувати як обертання, воно є завеликим для відповідності гравітації виявленого гідрогену. Натомість воно натякає на присутність гало темної матерії з масою у десятки мільярдів мас Сонця. Враховуючи дуже невелику кількість виявлених зір, це утворює співвідношення маса-світло на рівні 500, значно більше звичайної галактики (бл. 50). У цій інтерпретації велика гравітація гало темної матерії пояснює викривлений вигляд розташованої поруч спіральної галактики NGC 4254 та перешийок нейтрального гідрогену між цими двома об'єктами.
За такої інтерпретації VIRGOHI21 було б першою відкритою темною галактикою, існування яких передбачається симуляціями теорій темної матерії. Хоча раніше спостерігались і інші кандидати у темні галактики, наступні спостереження вказали, що вони або дуже тьмяні звичайні галактики або припливні хвости. VIRGOHI21 вважається найкращим з виявлених кандидатів у темні галактики.

## Інтерпретація як припливного хвоста
Чутливі карти, які покривають значно ширшу ділянку, отримані у Вестерборкському синтезному Радіотелескопі (англ. Westerbork Synthesis Radio Telescope, WSRT) та у обсерваторії Аресібо, показали, що VIRGOHI21 заглиблена у значно більший хвіст, який тягнеться з NGC 4254. І розподіл газу HI, і його поле швидкості може бути відтворене у моделі високошвидкісного зіткнення NGC 4254 з іншою галактикою (ймовірно NGC 4192), яка тепер дещо віддалена. Інші уламкові хвости такого розміру виявились звичайною рисою у скупченні галактик в сузір'ї Діви, де висока щільність галактик робить такі зіткнення частими. Такі результати вказують та те, що VIRGOHI21 не є незвичайним об'єктом, з огляду на його розташування на околиці одного з найбільш щільних регіонів цього скупчення галактик.
Початкова публікація, яка описує VIRGOHI21 як темну галактику, наводить і декілька заперечень до інтерпретації як припливного хвоста: (1) високошвидкісна взаємодія як правило не створює значущих хвостів, (2) висока швидкість, яка для цього необхідна, неможлива у цій частині скупчення галактик у сузір'ї Діви та (3) профіль швидкості, який спостерігається, є протилежним до очікуваного від припливного хвоста. Крім того, за словами Роберта Мінчіна з обсерваторії Аресібо: «якщо гідроген у VIRGOHI21 був витягнутий з сусідньої галактики, та ж взаємодія мала витягнути і зорі». Прихильники інтерпретації як припливного хвоста спростовують ці заперечення симуляціями та доводять, що видимо інвертований профіль швидкості спричинений орієнтацією хвоста по відношенню до Землі.
Однозначного консенсусу щодо природи VIRGOHI21 на поточний момент астрономами не досягнуто.